# Französische Badmintonmeisterschaft
Französische Meisterschaften im Badminton werden seit Mitte der 1930er Jahre ausgetragen. Auch für die Zeit während des 2. Weltkrieges und unmittelbar danach sind Austragungen dokumentiert, wobei ab Ende der 1930er Jahre nationale und internationale Meisterschaften bis 1945 zu einem Begriff und Wettbewerb verschmolzen. Internationale Titelkämpfe gibt es in Frankreich schon seit 1909, Juniorentitelkämpfe seit Mitte der 1930er Jahre (regulär seit 1959), Seniorentitelkämpfe seit 2004.

## Die Titelträger
| Saison | Herreneinzel          | Dameneinzel          | Herrendoppel                              | Damendoppel                              | Mixed                                       |
| ------ | --------------------- | -------------------- | ----------------------------------------- | ---------------------------------------- | ------------------------------------------- |
| 1936   | Henri Pellizza        | Norman               | Gilbert M. Norman André N. Bloch          | keine Daten                              | keine Daten                                 |
| 1937   | Charles Maillot       | Prudhon              | Roux Chanel                               | Prudhon Bléry                            | Roux Cortial                                |
| 1946   | Michel Le Renard      | Bonnet               | Kalhoven Bacigalupo                       | keine Daten                              | keine Daten                                 |
| 1949   | Henri Pellizza        | Noëlle Ailloud       | Paul Ailloud Emile Maillot                | nicht ausgetragen                        | Henri Pellizza Andrée Gremillet             |
| 1950   | Henri Pellizza        | Noëlle Ailloud       | Henri Pellizza Bernard Minet              | Noëlle Ailloud Andrée Gremillet          | Henri Pellizza Andrée Gremillet             |
| 1951   | Paul Ailloud          | Noëlle Ailloud       | Michel Le Renard Maurice Mathieu          | nicht ausgetragen                        | Michel Le Renard Noëlle Ailloud             |
| 1952   | Henri Pellizza        | Anie Gibon           | Henri Pellizza Paul Ailloud               | Noëlle Ailloud Jeannie Boivin            | Henri Pellizza Noëlle Ailloud               |
| 1953   | Henri Pellizza        | Noëlle Ailloud       | Henri Pellizza Paul Ailloud               | Noëlle Ailloud Jeannie Boivin            | Henri Pellizza Noëlle Ailloud               |
| 1954   | Henri Pellizza        | Noëlle Ailloud       | Henri Pellizza Maurice Mathieu            | Noëlle Ailloud Jeannie Mathieu           | Henri Pellizza Noëlle Ailloud               |
| 1955   | Henri Pellizza        | Régina Augry         | Henri Pellizza Maurice Mathieu            | Yvonne Girard Mireille Laurent           | Henri Pellizza Noëlle Ailloud               |
| 1956   | Ghislain Vasseur      | Mireille Laurent     | Ghislain Vasseur Pierre Lenoir            | Régina Augry Nicole Kozlowski            | Ghislain Vasseur Josée Isabelle             |
| 1957   | Ghislain Vasseur      | Mireille Laurent     | Henri Pellizza Maurice Mathieu            | Annie Groene Josée Isabelle              | Henri Pellizza Mireille Laurent             |
| 1958   | Ghislain Vasseur      | Annie Groene         | Ghislain Vasseur Pierre Lenoir            | Régina Augry Marie-Josée Nicol           | Ghislain Vasseur Josée Isabelle             |
| 1959   | Ghislain Vasseur      | Annie Groene         | Henri Pellizza Maurice Mathieu            | Régina Augry Annie Groene                | Ghislain Vasseur Annie Groene               |
| 1960   | Christian Badou       | Jeannie Mathieu      | Michel Le Renard Paul Ailloud             | Annie Causse Jacqueline Robert           | Christian Badou Annie Causse                |
| 1961   | Christian Badou       | Jeannie Mathieu      | Ghislain Vasseur Christian Badou          | France Groene Jacqueline Robert          | Maurice Mathieu Jeannie Mathieu             |
| 1962   | Ghislain Vasseur      | France Groene        | Ghislain Vasseur Christian Badou          | Annie Groene Annie Causse                | Yves Corbel Annie Causse                    |
| 1963   | Ghislain Vasseur      | Annie Causse         | Joël Le Houérou Yves Corbel               | Annie Groene Annie Causse                | Gérard Vallet Annie Causse                  |
| 1964   | Christian Badou       | Jeannie Mathieu      | Ghislain Vasseur Christian Badou          | Annie Vallet Françoise Lequellenec       | Christian Badou Christine Groene            |
| 1965   | Christian Badou       | Viviane Beaugin      | Ghislain Vasseur Yves Corbel              | Annie Vallet Françoise Lequellenec       | Christian Badou Viviane Beaugin             |
| 1966   | Christian Badou       | Martine Villermé     | Gérard Vallet Yves Corbel                 | Mireille Laurent Jeannie Mathieu         | Gérard Vallet Annie Vallet                  |
| 1967   | Christian Badou       | Mireille Laurent     | Gérard Vallet Yves Corbel                 | Viviane Beaugin Martine Villermé         | Christian Badou Viviane Beaugin             |
| 1968   | Christian Badou       | Viviane Beaugin      | Gérard Vallet Yves Corbel                 | Viviane Beaugin Martine Villermé         | Christian Badou Viviane Beaugin             |
| 1969   | Christian Badou       | Viviane Beaugin      | Gérard Vallet Yves Corbel                 | Viviane Beaugin Martine Villermé         | Christian Badou Viviane Beaugin             |
| 1970   | Christian Badou       | Viviane Beaugin      | Christian Badou Alain Baquet              | Viviane Beaugin Dominique Vauclin        | Christian Badou Viviane Beaugin             |
| 1971   | Christian Badou       | Viviane Bonnay       | Christian Badou Alain Oleskiewiez         | Mireille Laurent Lisa Mauhourat          | Christian Badou Viviane Bonnay              |
| 1972   | Christian Badou       | Viviane Bonnay       | Christian Badou Yves Corbel               | Viviane Bonnay Annie Vallet              | Christian Badou Viviane Bonnay              |
| 1973   | Christian Badou       | Viviane Bonnay       | Christian Badou Yves Corbel               | Viviane Bonnay Annie Vallet              | Christian Badou Viviane Bonnay              |
| 1974   | Christian Badou       | Viviane Bonnay       | Christian Badou Yves Corbel               | Viviane Bonnay Yveline Hue               | Christian Badou Viviane Bonnay              |
| 1975   | Christian Badou       | Viviane Bonnay       | Christian Badou Yves Corbel               | Viviane Bonnay Yveline Hue               | Christian Badou Viviane Bonnay              |
| 1976   | Christian Badou       | Viviane Bonnay       | Christian Badou Yves Corbel               | Viviane Bonnay Yveline Hue               | Christian Badou Viviane Bonnay              |
| 1977   | Alain Baquet          | Viviane Bonnay       | Christian Badou Yves Corbel               | Viviane Bonnay Yveline Hue               | Christian Badou Viviane Bonnay              |
| 1978   | Joël Gueguen          | Anne Méniane         | Patrice Lehouerou Yves Corbel             | Michèle Bontemps Anne Méniane            | Jean-Claude Bertrand Anne Méniane           |
| 1979   | Joël Gueguen          | Anne Méniane         | Patrice Lehouerou Yves Corbel             | Michèle Bontemps Anne Méniane            | Jean-Claude Bertrand Anne Méniane           |
| 1980   | Joël Gueguen          | Anne Méniane         | Patrice Lehouerou Yves Corbel             | Fabianne Chaboussie Anne Méniane         | Yves Corbel Yveline Hue                     |
| 1981   | Jean-Claude Bertrand  | Catherine Lechalupé  | Marc Faraggi Lam Quan Tong                | Michèle Bontemps Catherine Lechalupé     | Lam Quan Tong Sylvie Robert                 |
| 1982   | Benoît Pitte          | Anne Méniane         | Patrice Lehouerou Yves Corbel             | Anne Méniane Catherine Lechalupé         | Jean-Claude Bertrand Catherine Lechalupé    |
| 1983   | Jean-Claude Bertrand  | Catherine Lechalupé  | Jean-Claude Bertrand Lam Quan Tong        | Patricia Choel Catherine Lechalupé       | Jean-Claude Bertrand Catherine Lechalupé    |
| 1984   | Benoît Pitte          | Anne Méniane         | Benoît Pitte Christophe Jeanjean          | Anne Méniane Viviane Bonnay              | Jean-Claude Bertrand Anne Méniane           |
| 1985   | Benoît Pitte          | Anne Méniane         | Benoît Pitte Christophe Jeanjean          | Anne Méniane Sylvie Debienne             | Jean-Claude Bertrand Anne Méniane           |
| 1986   | Benoît Pitte          | Anne Méniane         | Jean-Claude Bertrand Kiet Truong          | Anne Méniane Sylvie Debienne             | Jean-Claude Bertrand Anne Méniane           |
| 1987   | Stéphane Renault      | Rosita Rios          | Benoît Pitte Christophe Jeanjean          | Cécilia Brun Fabienne Pichard            | Kiet Truong Sylvie Debienne                 |
| 1988   | Christophe Jeanjean   | Elodie Mansuy        | Benoît Pitte Christophe Jeanjean          | Cécilia Brun Fabienne Pichard            | Jean-Claude Bertrand Anne Méniane           |
| 1989   | Franck Panel          | Sandra Dimbour       | Pascal Pak Christophe Jeanjean            | Virginie Delvingt Christelle Mol         | Pascal Jorssen Sandra Dimbour               |
| 1990   | Franck Panel          | Christelle Mol       | Franck Panel Stéphane Renault             | Sandra Dimbour Christelle Mol            | Pascal Jorssen Sandra Dimbour               |
| 1991   | Etienne Thobois       | Christelle Mol       | Franck Panel Stéphane Renault             | Christelle Mol Virginie Delvingt         | Christophe Jeanjean Virginie Delvingt       |
| 1992   | Jean-Frédéric Massias | Sandra Dimbour       | Jean-Frédéric Massias Christophe Jeanjean | Sandrine Lefèvre Elodie Mansuy           | Christophe Jeanjean Virginie Delvingt       |
| 1993   | Etienne Thobois       | Sandra Dimbour       | Jean-Frédéric Massias Christophe Jeanjean | Sandrine Lefèvre Elodie Mansuy           | Manuel Dubrulle Virginie Delvingt           |
| 1994   | Etienne Thobois       | Sandra Dimbour       | Christophe Jeanjean Manuel Dubrulle       | Sandra Dimbour Christelle Mol            | Manuel Dubrulle Virginie Delvingt           |
| 1995   | Jean-Frédéric Massias | Sandra Dimbour       | Manuel Dubrulle Vincent Laigle            | Christelle Mol Tatiana Vattier           | Manuel Dubrulle Virginie Delvingt           |
| 1996   | Bertrand Gallet       | Sandra Dimbour       | Manuel Dubrulle Vincent Laigle            | Sandrine Lefèvre Virginie Delvingt       | Manuel Dubrulle Virginie Delvingt           |
| 1997   | Bertrand Gallet       | Sandra Dimbour       | Manuel Dubrulle Vincent Laigle            | Sandra Dimbour Christelle Szynal         | Manuel Dubrulle Sandrine Lefèvre            |
| 1998   | Nabil Lasmari         | Sandra Dimbour       | Manuel Dubrulle Vincent Laigle            | Sandra Dimbour Sandrine Lefèvre          | Sydney Lengagne Sandrine Lefèvre            |
| 1999   | Bertrand Gallet       | Elodie Eymard        | Manuel Dubrulle Vincent Laigle            | Sandra Dimbour Tatiana Vattier           | Manuel Dubrulle Tatiana Vattier             |
| 2000   | Nabil Lasmari         | Tatiana Vattier      | Bertrand Gallet Jean-Michel Lefort        | Amélie Decelle Elodie Eymard             | Sydney Lengagne Christelle Vallet-Szynal    |
| 2001   | Bertrand Gallet       | Tatiana Vattier      | Bertrand Gallet Jean-Michel Lefort        | Amélie Decelle Elodie Eymard             | Manuel Dubrulle Tatiana Vattier             |
| 2002   | Nabil Lasmari         | Tatiana Vattier      | Vincent Laigle Svetoslav Stoyanov         | Amélie Decelle Elodie Eymard             | Svetoslav Stoyanov Victoria Hristova        |
| 2003   | Jean-Michel Lefort    | Elodie Eymard        | Manuel Dubrulle Mihail Popov              | Tatiana Vattier Victoria Hristova        | Svetoslav Stoyanov Victoria Hristova        |
| 2004   | Nabil Lasmari         | Tatiana Vattier      | Bertrand Gallet Jean-Michel Lefort        | Tatiana Vattier Victoria Hristova Wright | Svetoslav Stoyanov Victoria Hristova Wright |
| 2005   | Jean-Michel Lefort    | Pi Hongyan           | Erwin Kehlhoffner Thomas Quéré            | Elodie Eymard Weny Rahmawati             | Jean-Michel Lefort Weny Rahmawati           |
| 2006   | Simon Maunoury        | Pi Hongyan           | Erwin Kehlhoffner Thomas Quéré            | Elodie Eymard Weny Rahmawati             | Svetoslav Stoyanov Pi Hongyan               |
| 2007   | Simon Maunoury        | Pi Hongyan           | Svetoslav Stoyanov Mihail Popov           | Elodie Eymard Weny Rahmawati             | Svetoslav Stoyanov Elodie Eymard            |
| 2008   | Brice Leverdez        | Pi Hongyan           | Svetoslav Stoyanov Erwin Kehlhoffner      | Elodie Eymard Weny Rahmawati             | Svetoslav Stoyanov Elodie Eymard            |
| 2009   | Brice Leverdez        | Pi Hongyan           | Svetoslav Stoyanov Sébastien Vincent      | Elodie Eymard Julie Delaune              | Baptiste Carême Laura Choinet               |
| 2010   | Brice Leverdez        | Pi Hongyan           | Svetoslav Stoyanov Erwin Kehlhoffner      | Laura Choinet Weny Rahmawati             | Baptiste Carême Laura Choinet               |
| 2011   | Brice Leverdez        | Perrine Lebuhanic    | Baptiste Carême Sylvain Grosjean          | Laura Choinet Weny Rasidi                | Baptiste Carême Laura Choinet               |
| 2012   | Brice Leverdez        | Pi Hongyan           | Baptiste Carême Sylvain Grosjean          | Pi Hongyan Émilie Lefel                  | Baptiste Carême Audrey Fontaine             |
| 2013   | Brice Leverdez        | Delphine Lansac      | Baptiste Carême Gaëtan Mittelheisser      | Delphine Lansac Anne Tran                | Ronan Labar Laura Choinet                   |
| 2014   | Brice Leverdez        | Sashina Vignes Waran | Baptiste Carême Ronan Labar               | Stacey Guérin Delphine Lansac            | Laurent Constantin Laura Choinet            |
| 2015   | Brice Leverdez        | Sashina Vignes Waran | Baptiste Carême Ronan Labar               | Delphine Lansac Émilie Lefel             | Ronan Labar Émilie Lefel                    |
| 2016   | Lucas Corvée          | Perrine Lebuhanic    | Bastian Kersaudy Gaëtan Mittelheisser     | Delphine Delrue Léa Palermo              | Gaëtan Mittelheisser Audrey Fontaine        |
| 2017   | Lucas Corvée          | Delphine Lansac      | Bastian Kersaudy Julien Maio              | Émilie Lefel Anne Tran                   | Ronan Labar Audrey Fontaine                 |
| 2018   | Lucas Claerbout       | Léonice Huet         | Bastian Kersaudy Julien Maio              | Vimala Hériau Léonice Huet               | Thom Gicquel Delphine Delrue                |
| 2019   | Brice Leverdez        | Marie Batomene       | Bastian Kersaudy Julien Maio              | Delphine Delrue Léa Palermo              | Thom Gicquel Delphine Delrue                |
| 2020   | Christo Popov         | Qi Xuefei            | Thom Gicquel Ronan Labar                  | Vimala Hériau Margot Lambert             | Thom Gicquel Delphine Delrue                |
| 2021   | Arnaud Merklé         | Yaëlle Hoyaux        | Lucas Corvée Ronan Labar                  | Flavie Vallet Emilie Vercelot            | Ronan Labar Rosy Pancasari                  |
| 2022   | Christo Popov         | Qi Xuefei            | Christo Popov Toma Junior Popov           | Margot Lambert Anne Tran                 | Thom Gicquel Delphine Delrue                |
| 2023   | Toma Junior Popov     | Qi Xuefei            | Julien Maio William Villeger              | Margot Lambert Anne Tran                 | Thom Gicquel Delphine Delrue                |
| 2024   | Christo Popov         | Léonice Huet         | Julien Maio William Villeger              | Margot Lambert Anne Tran                 | Tom Lalot-Trescarte Elsa Jacob              |
| 2025   | Alex Lanier           | Qi Xuefei            | Christo Popov Toma Junior Popov           | Margot Lambert Delphine Delrue           | Thom Gicquel Delphine Delrue                |